# ナーフ (ミュージシャン)
ナーフ（スペイン語: Narf, 1968年4月24日 - 2016年11月15日）は、スペイン・ポンテベドラ県シジェーダ出身のシンガーソングライター（歌手・作曲家）。本名はフランシスコ・ハビエル・ペレス・バスケス(スペイン語: Francisco Xavier Pérez Vázquez)であり、フラン・ペレス(スペイン語: Fran Pérez)と呼ばれることもある。

## 特徴
様々な音楽ジャンルをロックに取り入れようと試み、強い個性と独創性で知られた。サウンドトラックの作曲家として名を上げ、演劇などのために30のサウンドトラックを製作している。また、多くのアーティストとコラボレーションしており、自身単独名義で3枚、他者とのコラボで3枚のアルバムを製作した。

## 経歴

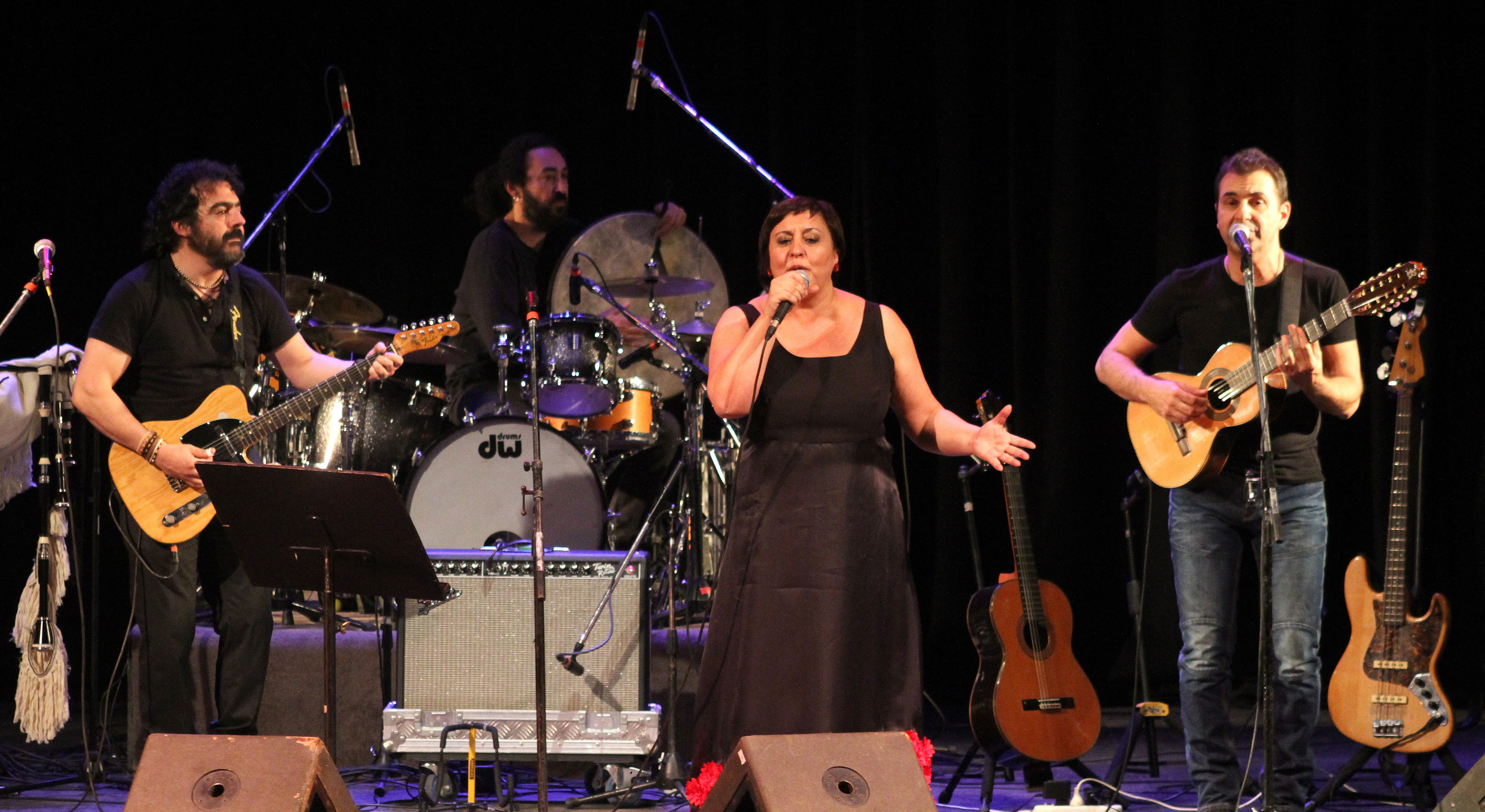
2014年にウシーア（中央）などとコラボするナーフ（左端）

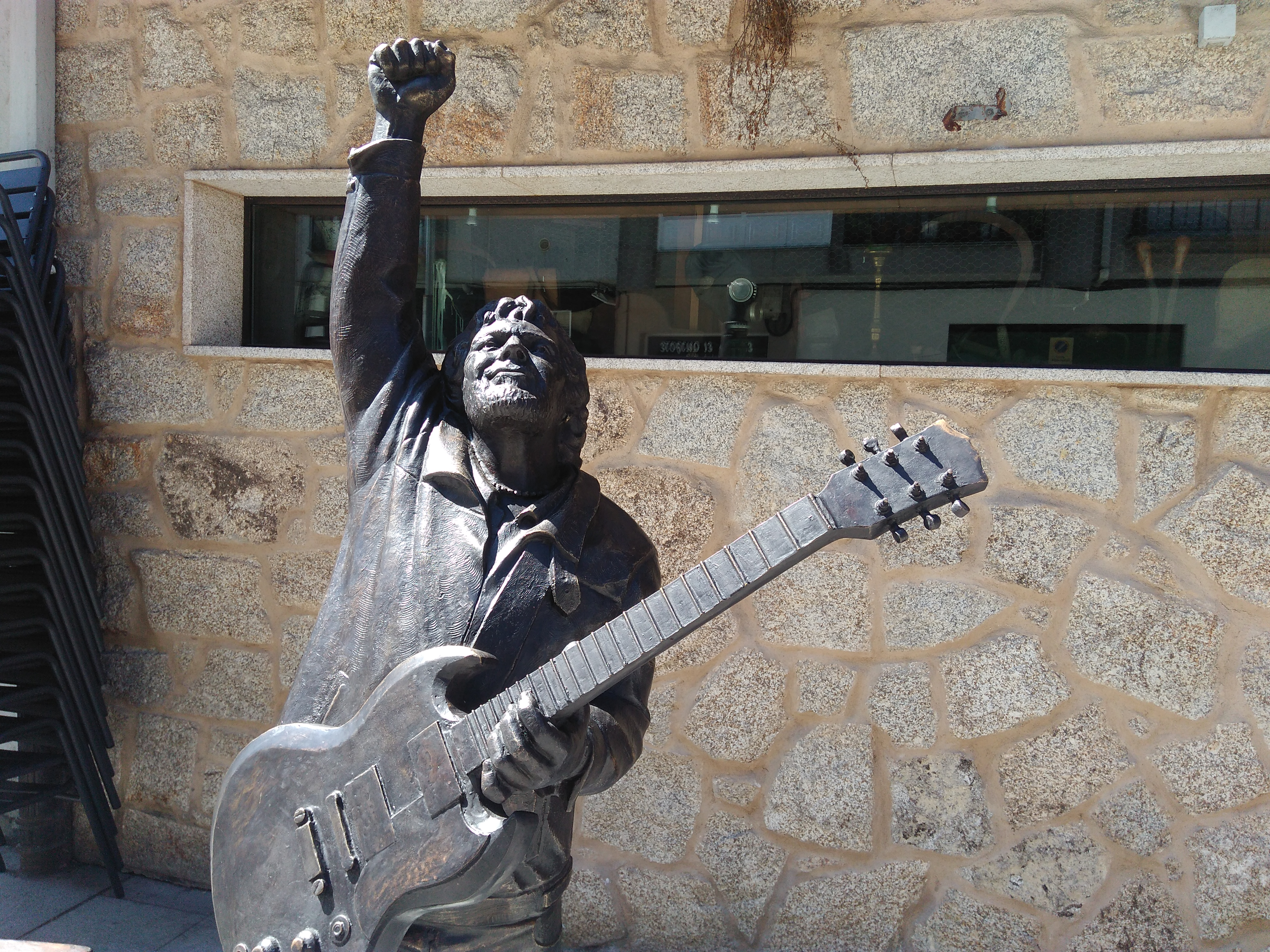
2017年に設置されたナーフの銅像

1968年4月24日、ガリシア地方のポンテベドラ県シジェーダに生まれた。1988年から1992年まで活動したバンドOs Quinindiolasでは、1989年から解散時までメンバーだった。ナーフ名義では2004年に『Directo en Compostela』、2007年に『Tótem』、2013年に『Nas tardes escuras』をリリースしている。また、2005年にはバスク州出身のハビエル・ムグルサ（フェルミン・ムグルサの兄）やバレンシア州出身のミケル・ヒルとの共同で『ムンド・カフェ』をリリース。2010年にはギニア・ビサウ出身のマネカス・コスタとの共同で『アロー・イルマオ』をリリース。2015年にはガリシア地方を代表する女性歌手のウシーアとの共同で『Baladas da Galiza imaxinaria』をリリースしている。
2016年9月22日にfacebookで病気であることを発表し、ニューアルバムの発売延期やリベイラでのコンサートの中止を発表した。数カ月の闘病生活の後、11月15日にア・コルーニャ県サンティアゴ・デ・コンポステーラで死去した。48歳没。ガリシア州の文化界の様々な団体・個人がナーフの死去に哀悼の意を表した。2017年4月にはアリマル・ダ・アミサデ・ガレゴ＝ルソフォナ賞が授与された。

## ディスコグラフィー

### Narf
- 2004年 Directo en Compostela[2][3]
- 2007年 Tótem[2][3]
- 2013年 Nas tardes escuras[2][3]

### Jabier Muguruza, Miquel Gil, Narf
- 2005年 『ムンド・カフェ』 Mundo Café[5]

### NARF, MANECAS COSTA
- 2010年 『アロー・イルマオ』 Aló irmao![3]

### UXÍA, NARF
- 2015年 Baladas da Galiza imaxinaria[3]